# Maison de naissance de Thomas Edison
Pour les articles homonymes, voir Thomas Edison.
La maison-musée de naissance de Thomas Edison (Thomas Edison Birthplace, en anglais) est une maison de Milan dans l'Ohio, aux États-Unis, où Thomas Edison est né et a vécu les sept premières années de sa vie, de 1847 à 1854. Ce musée de 1947 est classé National Historic Landmark en 1965 et Registre national des lieux historiques en 1966,.

## Histoire
Samuel Edison construit cette maison de style cottage en brique en 1841, au 9 Edison Drive de Milan, avec deux salons, un séjour, une cuisine, et deux chambres à l'étage. Son fils Thomas Edison nait ici le 11 février 1847, et passe les sept premières années de sa vie, jusqu'au déménagement de sa famille à Port Huron dans le Michigan, en 1854. 

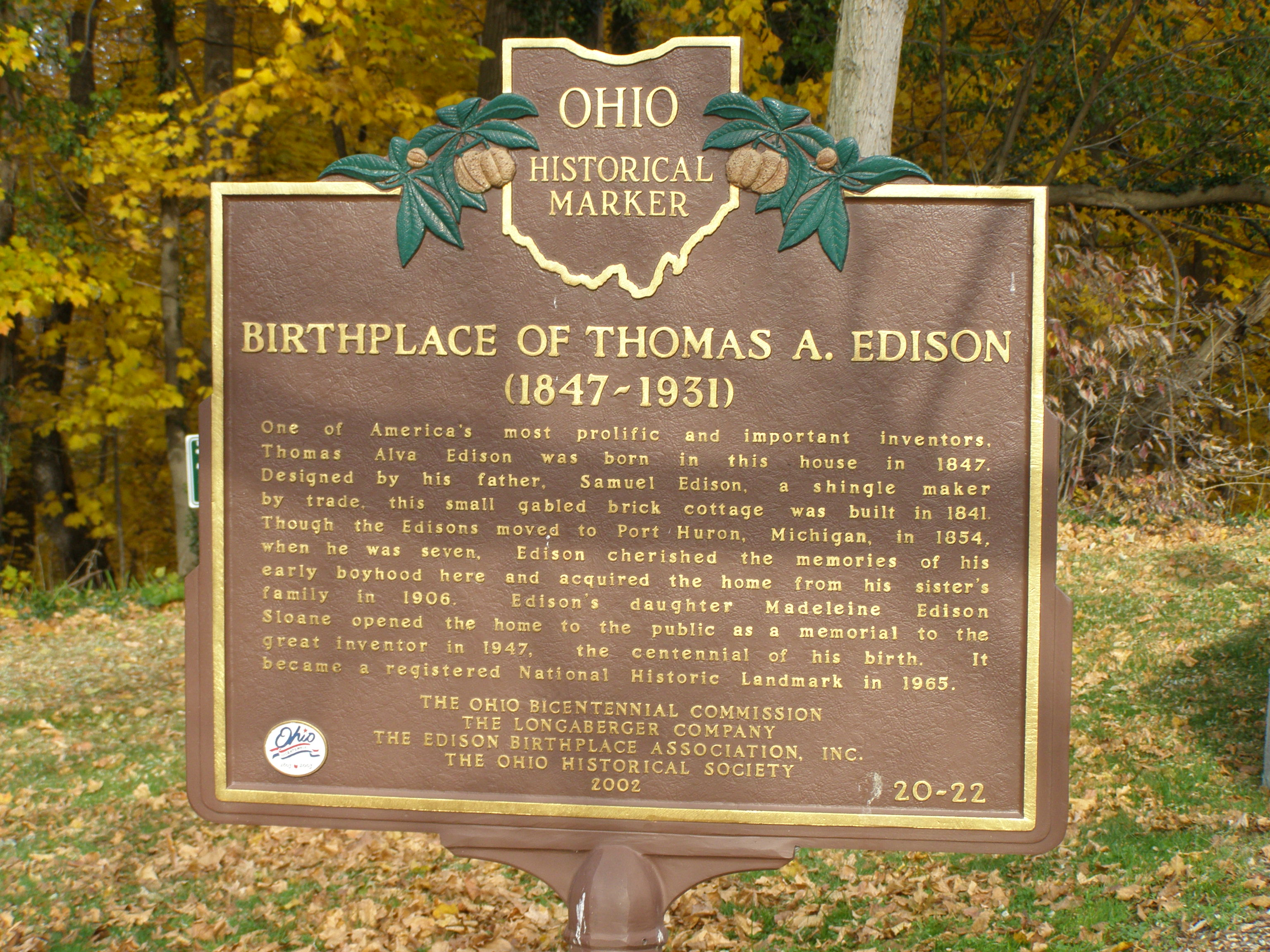
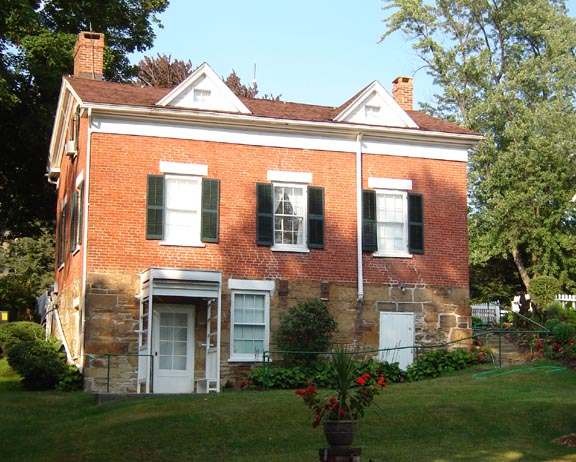
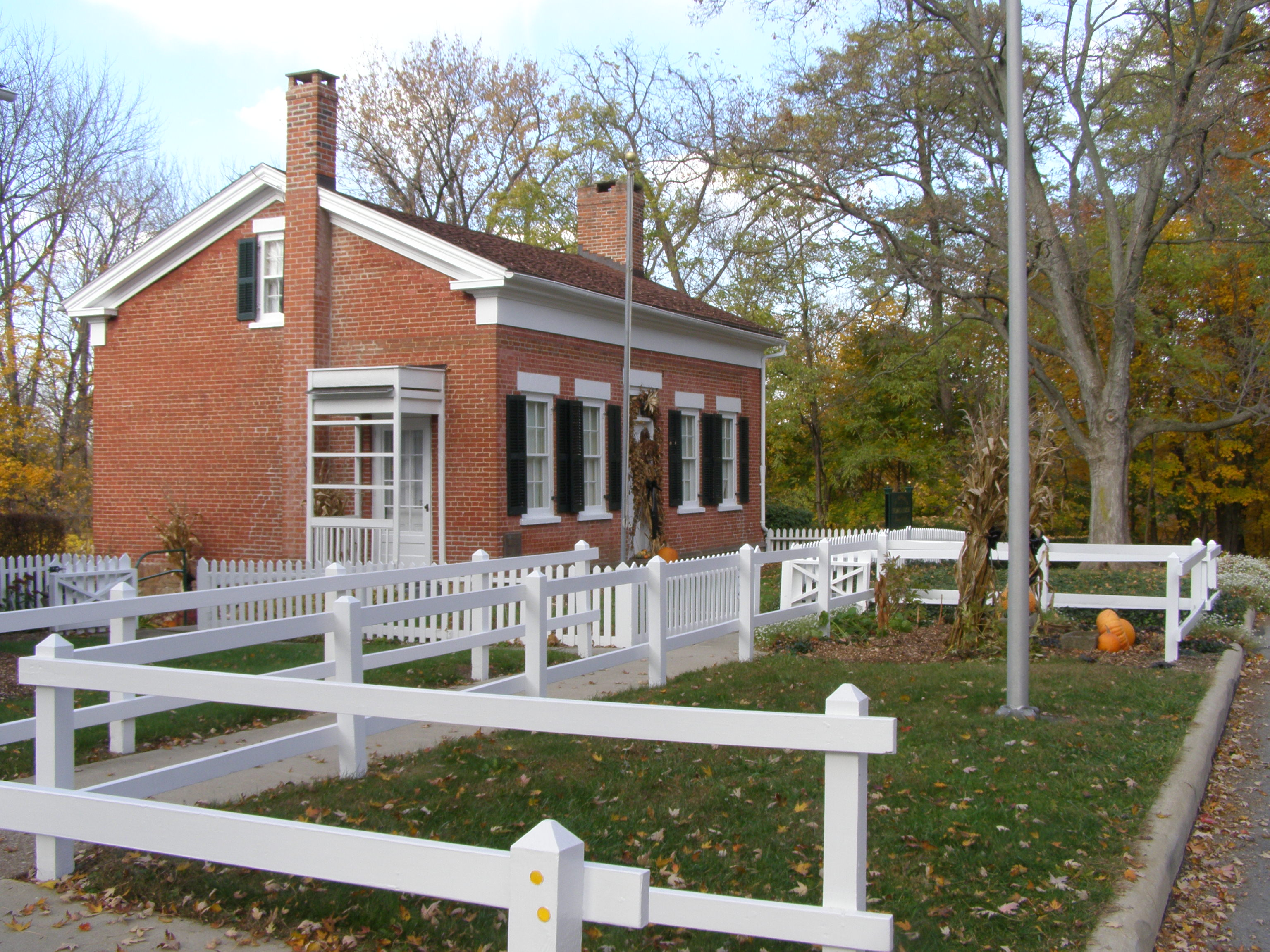
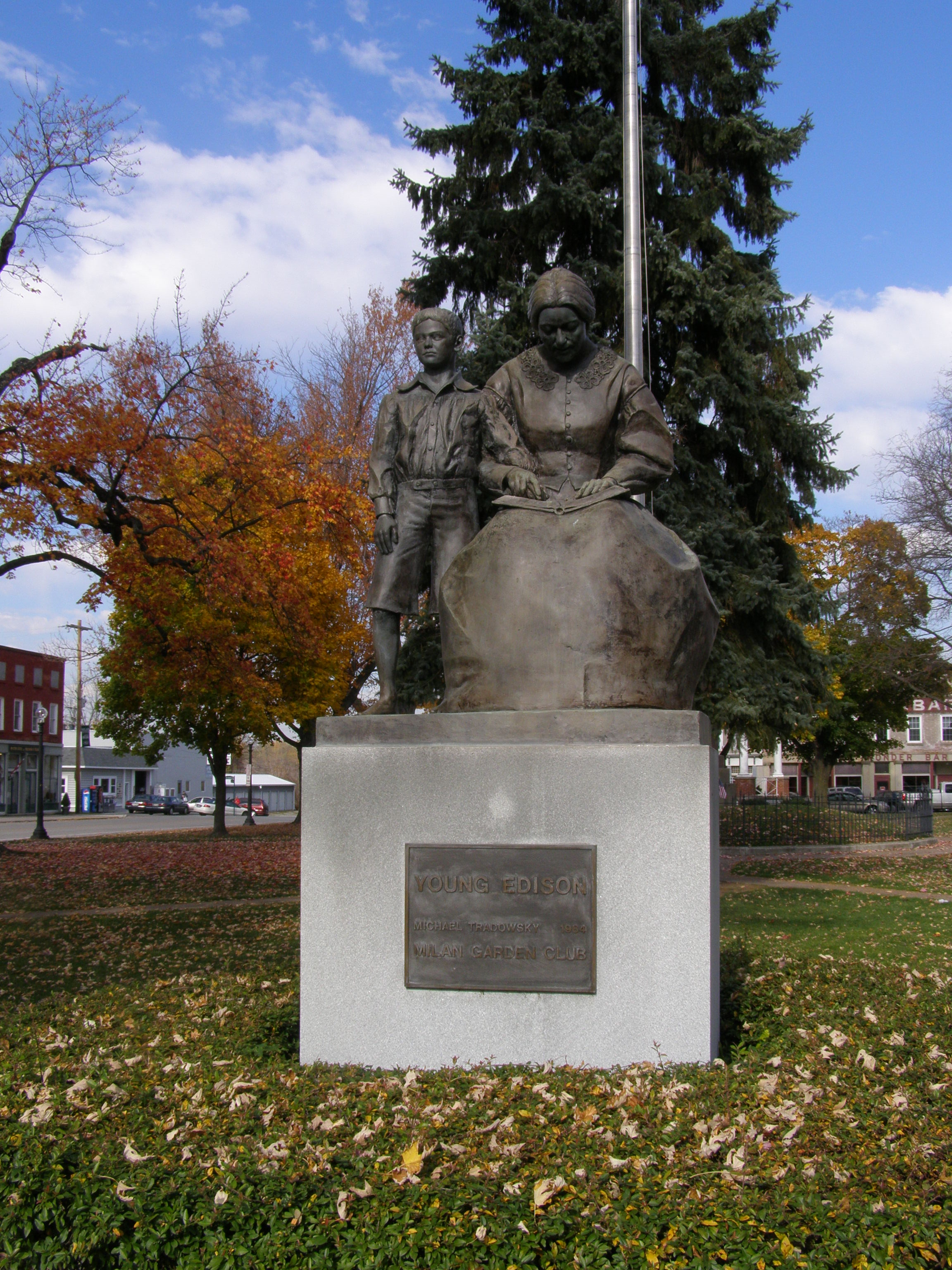

## Maison-musée Thomas Edison
Sa sœur ainée Marion Edison rachète cette maison en 1894, puis Thomas Edison l'acquière en 1906. Après sa disparition en 1931, sa seconde épouse Mina Miller Edison (en) et leur fille Madeleine transforment ces lieux en maison-musée natale en sa mémoire, inauguré en 1947 pour le 100e anniversaire de sa naissance, avec un décor reconstitué d'origine, et une exposition de nombreux documents, photographies et de quelques unes de ses nombreuses inventions. 
Une statue en bronze de Thomas Edison enfant avec sa mère Nancy Elliot Edison leur est dédiée au centre-ville de Milan (Ohio).

## Quelques autres musées Thomas Edison
- Thomas Edison Depot Museum de Port Huron (Michigan).
- Musée Edison de Beaumont (Texas).
- Thomas Edison National Historical Park de West Orange (New Jersey).
- Tour commémorative et musée Thomas Alva Edison (en) de Menlo Park (New Jersey).
- Institut Thomas Edison (The Henry Ford) de Dearborn (Michigan).